# Fermium
Fermium (chemická značka Fm) je dvanáctým členem z řady aktinoidů, osmým transuranem, silně radioaktivní kovový prvek, připravovaný uměle ozařováním jader plutonia. Bylo pojmenováno po významném jaderném fyzikovi Enricu Fermim.
Fermium se v přírodě nevyskytuje. Je to uměle připravený kovový prvek z řady transuranů.

## Fyzikálně-chemické vlastnosti
Fermium je radioaktivní kovový prvek, který doposud nebyl izolován v dostatečně velkém množství, aby bylo možno určit všechny jeho fyzikální konstanty.
Vyzařuje α a γ záření a je silným zdrojem neutronů. Proto je nutno s ním manipulovat za dodržování bezpečnostních opatření pro práci s radioaktivními materiály.
O jeho sloučeninách a jejich chemickém chování je známo velmi málo.

## Historie

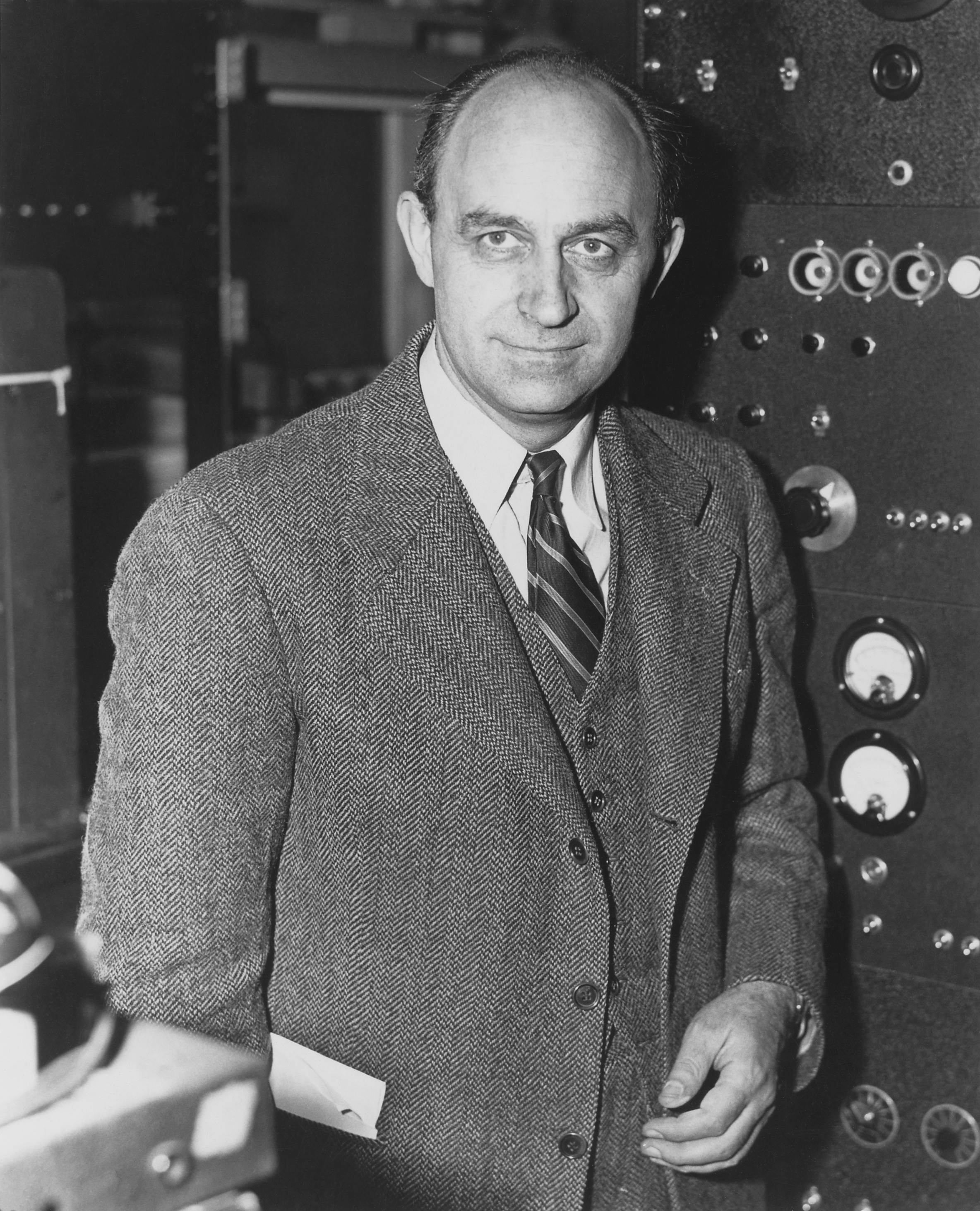
Enrico Fermi

Jako první identifikoval fermium Albert Ghiorso v prosinci roku 1952 na kalifornské univerzitě v Berkeley. Výchozím materiálem byl spad po výbuchu nukleární bomby testované v rámci „Operace Ivy“ v listopadu 1952. Identifikovaným izotopem bylo 255Fm, které vzniklo z jádra 238U postupným pohlcením 17 neutronů a následnými osmi β přeměnami. Tento objev byl utajován až do roku 1955 vzhledem k probíhající studené válce mezi oběma jadernými velmocemi.
První umělá syntéza fermia se uskutečnila v roce 1953 v Nobelově fyzikálním institutu ve Stockholmu bombardováním jader 238U jádry izotopu kyslíku 16O.
 238
92 U +  16
8 O →  250
100 Fm + 4  1
0 n
Je známo celkem 20 izotopů fermia, z nichž nejstabilnější jsou 257Fm s poločasem přeměny 100,5 dne, 253Fm s poločasem 3 dny a 252Fm s poločasem 25,39 hodiny.